# سورنا (فرزند خسرو انوشیروان)
سورنا یکی از فرماندهان نظامی ساسانی در سده ششم و هفتم میلادی و فرزند احتمالی خسرو انوشیروان بود.